# Dicentrines lineatus
Dicentrines lineatus är en skalbaggsart som beskrevs av Blanchard 1850. Dicentrines lineatus ingår i släktet Dicentrines och familjen Melolonthidae. Inga underarter finns listade i Catalogue of Life.